# Le Canard déchaîné (Les Simpson)
Pour les articles homonymes, voir Le Canard déchaîné.
Le Canard déchaîné (en France) ou Convergence d'opinions (au Québec) (Fraudcast News) est le 22e épisode de la saison 15 de la série télévisée d'animation Les Simpson.

## Synopsis
Tout Springfield se rassemble pour rendre hommage au « Vieux Bonhomme », un rocher qui a la forme d'une tête d'homme.
Homer, en voulant enlever une branche du rocher, le casse alors que Lisa lisait un poème à son propos. M. Burns est écrasé par le rocher, mais revient vivant le lendemain et rejoint sa demeure. Il décide de regarder la télé pour savoir si la ville pleure son décès mais elle se réjouit de sa mort. Il se rend compte qu'il a une mauvaise image auprès de Springfield et, pour y remédier, il entreprend de racheter tous les médias pour la redorer. Lisa, qui a entretemps publié un journal, est la seule à contester Burns. Il décide de tout faire pour l'arrêter…